# Mesochorus tattakensis
Mesochorus tattakensis là một loài tò vò trong họ Ichneumonidae.